# Robert Fiske Griggs
Robert Fiske Griggs (Brooklyn, Connecticut, 22 d'agost de 1881 — 10 de juny de 1962) va ser un explorador, botànic, micòleg, ficòleg i periodista estatunidenc, conegut per haver dut a terme el 1915 una expedició de la National Geographic Society per observar a la regió del mont Katmai les conseqüències de l'erupció de 1912 del volcà Novarupta a Alaska.

## L'expedició a Katmai

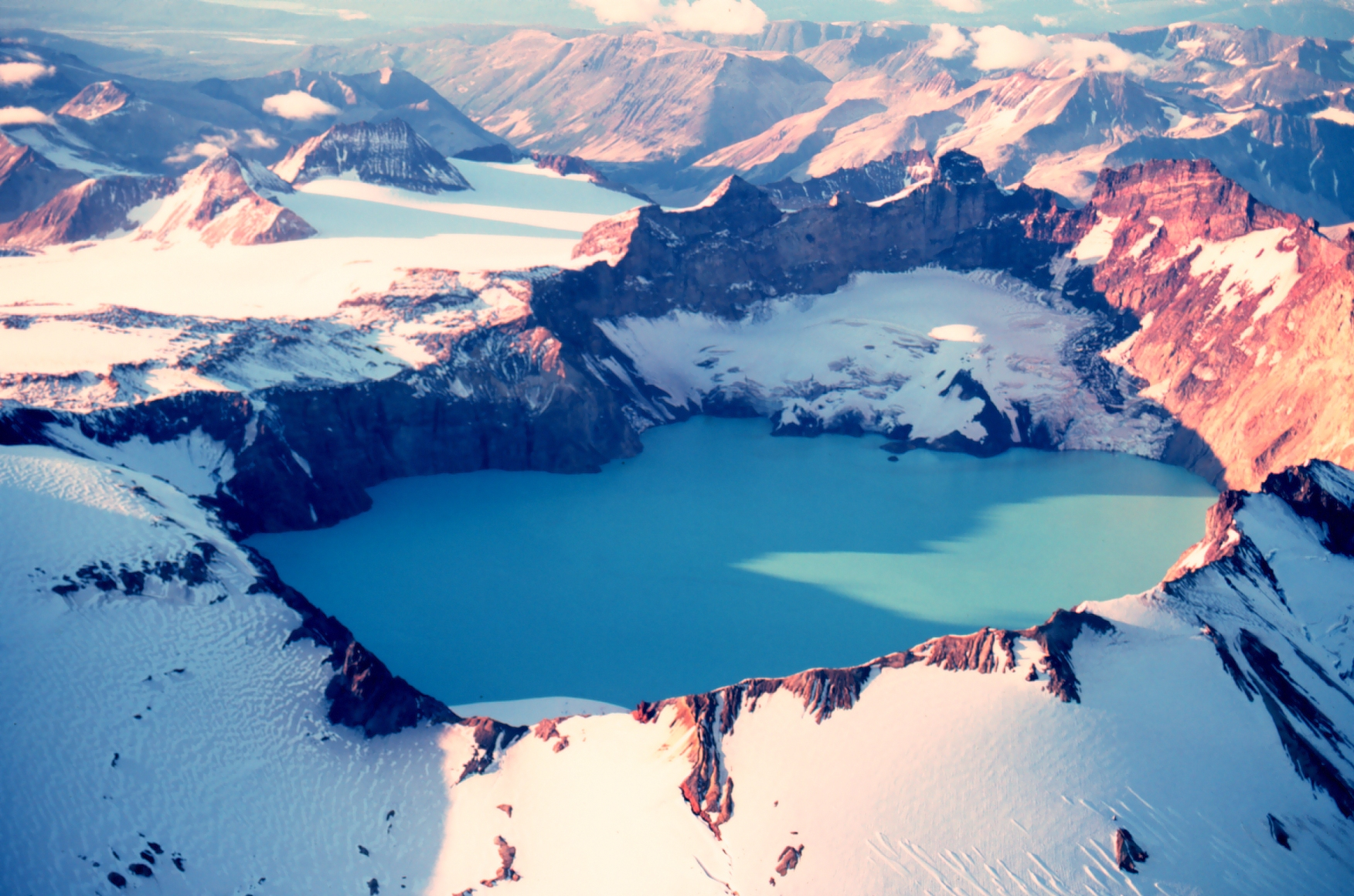
El cràter del mont Katmai, on Griggs va fer la seva expedició més coneguda.

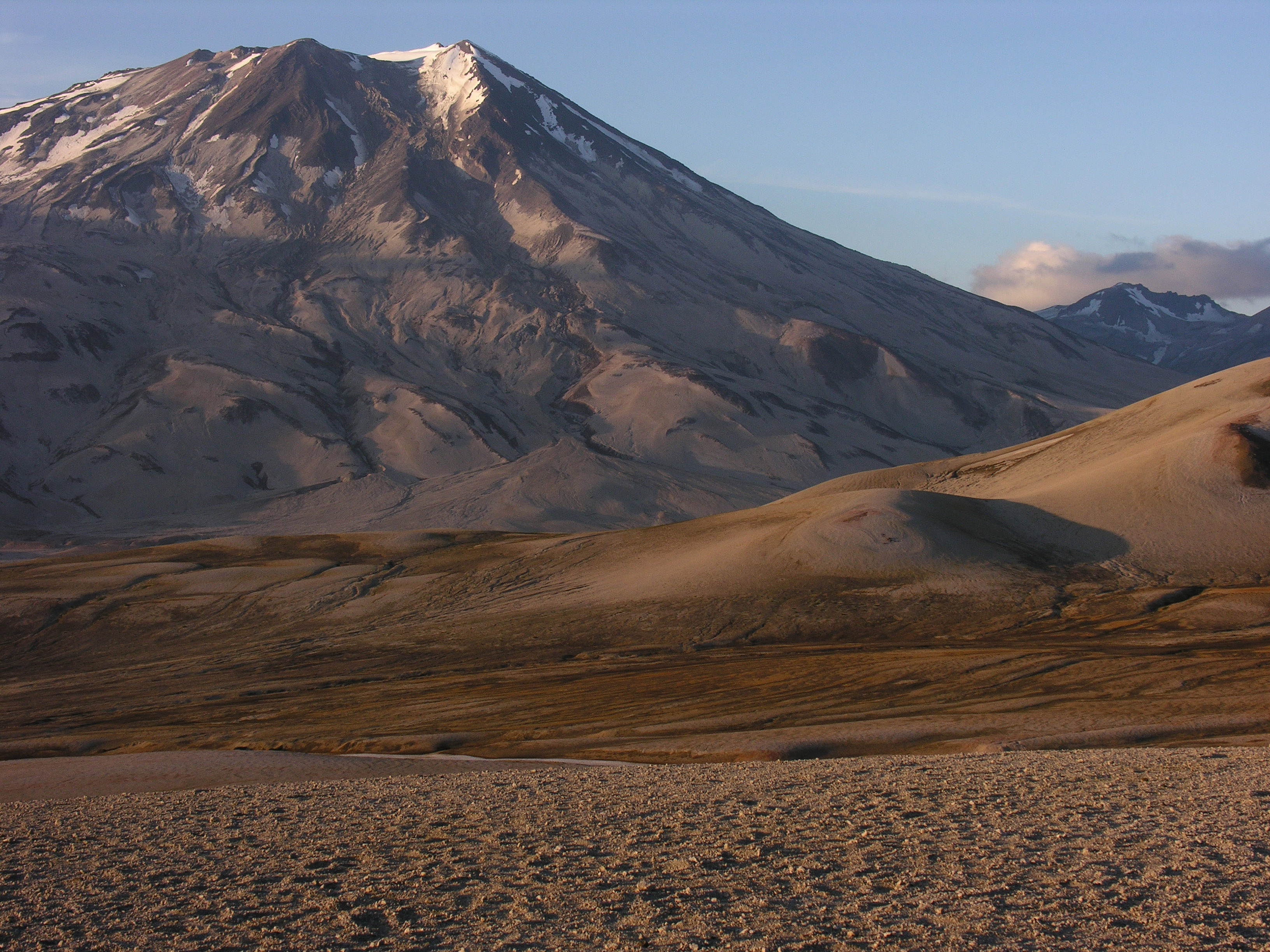
El mont Griggs, a la Vall de les deu mil fumaroles, que duu el seu nom.

El juny de 1915 Griggs i d'altres exploradors de la National Geographic Society arribaren a la base del mont Katmai amb l'objectiu d'explorar la Vall de les deu mil fumaroles, després de travessar la vall del riu Katmai coberta de cendres. Aprofitant els llargs dies de l'estiu d'Alaska els dotze expedicionaris van prendre mostres químiques i geològiques, fotografies, alhora que cartografiaren la zona. Les seves aproximacions a les cendres calentes els va permetre estudiar les temperatures de les fumaroles i explorar els marges perillosos dels dipòsits piroclàstics. Així, explorant i documentant la vall començaren a construir l'escenari de l'erupció. Durant cinc anys, coincidint amb els horrors de la primera guerra mundial, el públic estatunidenc obtingué informació dels descobriments sobre els volcans d'Alaska que s'anaren publicant a la revista National Geographic.
En disminuir els descobriments Griggs va estar cada vegada més interessat en la conservació de la regió i les seves descripcions de les meravilles de Katmai foren la base per atreure l'interès de l'incipient moviment conservacionista dels Estats Units. Griggs i els caps de la National Geographic Society feren campanya per aconseguir que es conservés l'àrea i, el president Woodrow Wilson — fent ús de la potestat per a proclamar monuments nacionals que li conferia la llei d'Antiguitats de 1906 — proclamà el 24 de setembre de 1918 una àrea de 1.700 km² de terres properes al mont Katmai com a monument nacional.

## Honors
En honor seu es va donar el seu nom al mont Griggs.